# Liste der Baudenkmäler in Neusorg
Auf dieser Seite sind die Baudenkmäler in der Oberpfälzer Gemeinde Neusorg zusammengestellt. Diese Tabelle ist eine Teilliste der Liste der Baudenkmäler in Bayern. Grundlage ist die Bayerische Denkmalliste, die auf Basis des Bayerischen Denkmalschutzgesetzes vom 1. Oktober 1973 erstmals erstellt wurde und seither durch das Bayerische Landesamt für Denkmalpflege geführt wird. Die folgenden Angaben ersetzen nicht die rechtsverbindliche Auskunft der Denkmalschutzbehörde.

## Baudenkmäler nach Gemeindeteilen

### Neusorg
| Lage                           | Objekt                                                | Beschreibung | Akten-Nr.    | Bild           |
| ------------------------------ | ----------------------------------------------------- | --- | ------------ | -------------- |
| Luisenburgstraße 2 (Standort)  | Barocke Altarausstattung der katholischen Pfarrkirche | Spätbarocker Hochaltar, bezeichnet mit „1777“, vermutlich aus dem Bamberger Dom stammend, und Seitenaltar der Epistelseite, erstes Viertel 18. Jahrhundert (Kirche selbst Neubau von 1946) | D-3-77-143-1 | weitere Bilder |
| Luisenburgstraße 16 (Standort) | Evangelisch-lutherische Christuskirche                | Typenbau einer Diasporakirche, kleiner Saalbau mit hölzernem Tragwerk, einseitig abgeschlepptem Satteldach und Dachreiter, aus Fertigbauelementen, von Otto Bartning, 1950; mit Ausstattung Nebengebäude, vermutlich Pfarrhaus, eingeschossiger, verschindelter Satteldachbau, wohl gleichzeitig | D-3-77-143-6 | BW             |

### Riglasreuth
| Lage                                                     | Objekt                               | Beschreibung | Akten-Nr.    | Bild                                 |
| -------------------------------------------------------- | ------------------------------------ | --- | ------------ | ------------------------------------ |
| Riglasreuth 12 (Standort)                                | Katholische Nebenkirche St. Wolfgang | Saalbau, verputzter Massivbau mit Satteldach und Dachreiter mit Zwiebelhaube, im Kern 17./18. Jahrhundert, ab 1849 erneuert, um 1928–30 erweitert; mit Ausstattung | D-3-77-143-2 | Katholische Nebenkirche St. Wolfgang |
| Riglasreuth 51 (Standort)                                | Schloss Riglasreuth                  | Ehemaliges Schloss, dann Forstamt, heute Wohnhaus: Zweigeschossiger Bruchsteinbau mit Walmdach und Fledermausgauben (erneuert), klassizistisch, 1849, purifizierender Umbau um 1920 Nebengebäude, eingeschossiger, verputzter Massivbau mit einseitig abgewalmtem Satteldach, wohl gleichzeitig | D-3-77-143-3 | weitere Bilder                       |
| Bahnlinie Nürnberg - Schirnding (bei Bahn-km 111,584) () | Eisenbahnbrücke                      | Bestandteil der Fichtelgebirgsbahn, Eisenträgerbrücke über die Fichtelnaab mit genietetem, hängendem Fischbauchträgerfachwerk, Widerlager und Pfeiler aus Granitmauerwerk, 1877/1878, um 1900 zweigleisig erweitert                                                                             | D-3-77-143-7 |                                      |

### Schwarzenreuth
| Lage                                                    | Objekt                                 | Beschreibung | Akten-Nr.    | Bild |
| ------------------------------------------------------- | -------------------------------------- | --- | ------------ | --- |
| Schwarzenreuth 1 (Standort)                             | Schloss Schwarzenreuth                 | Ehemaliges Schloss: Zweigeschossiger, verputzter Bruchsteinbau mit Satteldach, Bodenerker und Granitlaibungen, Renaissanceanlage, bezeichnet mit „1605“ Kellergeschoss eines abgegangenen Ökonomiegebäudes mit Rundbogeneingang | D-3-77-143-4 | BW |
| Breite Leite (bei Schwarzenreuth Haus Nr. 1) (Standort) | Steinfigur des heiligen Johann Nepomuk | Auf Postament, bezeichnet mit „1731“ | D-3-77-143-5 | [[Vorlage:Bilderwunsch/code!/C:49.95378,11.95551!/D:Breite Leite (bei Schwarzenreuth Haus Nr. 1), Steinfigur des heiligen Johann Nepomuk!/\|BW]] |